# Gaudencio Borbon Rosales
Gaudencio Borbón Rosales (Batangas, 10. kolovoza 1932.), također poznat kao Lolo Dency, je filipinski katolički prelat koji je služio kao nadbiskup Manile od 2003. do 2011. godine. Kardinalom je proglašen 2006. godine.